# Monserrato
Monserrato là một đô thị ở tỉnh Cagliari, vùng Sardinia của Italia, có vị trí cách khoảng 5 km về phía đông bắc của Cagliari.
Monserrato giáp các đô thị: Cagliari, Quartu Sant'Elena, Quartucciu, Selargius, Sestu.